# British Steel
För Judas Priest-albumet, se British Steel (musikalbum).
British Steel var en brittisk stålkoncern. Den bildades 1967 som British Steel Corporation (BSC) då 90 % av den brittiska stålindustrin förstatligades. Företaget privatiserades 1988 under namnet British Steel plc. 1999 köptes företaget upp av Corus, som i sin tur ägs av Tata Steel.